# Гаррі Віттер Фріс
Гаррі Віттер Фріс (1879—1953) — американський фотограф, який створював листівки та дитячі ілюстрації до книжок, що базувалися на його фотографіях тварин. Він фотографував тварин вдягненими таким чином, аби це нагадувало ситуації з життя людей.
Фріс народився у Редінгу (Пенсільванія) у 1879 році. Втім, досить скоро його сім'я переїхала до Оакс, Пенсильванія, де він створив свої найвидатніші твори. У 40-х роках ХХ століття він переїхав до Флориди, де боровся з раком. Проте, він помер у 1953 році, вчинивши самогубство.

## Книги
- Harry Whittier Frees. The Little Folks of Animal Land. — Lothrop, Lee & Shepard Co, 1915.
- Harry Whittier Frees. The Sandman:  His Kittycat Stories. — Boston : The Page Co, 1917.
- Harry Whittier Frees. The Animal Mother Goose. — Boston : Lothrop, Lee & Shepard Co, 1921.
- Harry Whittier Frees. Animal Land on the Air. — Boston : Lothrop, Lee & Shepard Co, 1929.
- Harry Whittier Frees. Four Little Kittens. — Chicago : Rand McNally & Co, 1934.
- Harry Whittier Frees. Four Little Bunnies. — Chicago : Rand McNally & Co, 1935.
- Harry Whittier Frees. Four Little Puppies. — Chicago : Rand McNally & Co, 1936.
- Harry Whittier Frees. Toodles and Her Friends. — Chicago : Rand McNally & Co, 1936.
- Harry Whittier Frees. Whiskers. — Chicago : Rand McNally & Co, 1937.
- Harry Whittier Frees. The Story of Bill Bunny. — Chicago : Rand McNally & Co, 1937.
- Harry Whittier Frees. More about the Four Little Kittens. — Chicago : Rand McNally & Co, 1938.
- Harry Whittier Frees. Four Little Kittens' Christmas. — Chicago : Rand McNally & Co, 1939.